# برونا عبدالله
برونا عبدالله (به انگلیسی: Bruna Abdullah) (زاده ۱۴ اوت ۱۹۸۶) بازیگر برزیلی است که در سینمای هند فعالیت می‌کند.
از فیلم‌های معروف او می‌توان به بازی در فیلم پسران هندی و جی هو اشاره کرد.

## زندگی شخصی
برونا در ۲۵ ژوئیه ۲۰۱۸ با دوست پسر اسکاتلندیش(آلن فراز) نامزد کرد. آنها در مه۲۰۱۹ ازدواج کردند. این زوج یک دختر متولد ۳۱ آگوست ۲۰۱۹ دارند.